# Эггештайн, Йоханнес
Йоханнес Эггештайн (нем. Johannes Eggestein; родился 8 мая 1998 года в Ганновер, Германия) — немецкий футболист, нападающий венской «Аустрии».
У Йоханнеса есть старший брат — Максимилиан, который также является профессиональным футболистом.

## Клубная карьера
Эггештайн — воспитанник клуба «Вердер». 21 августа 2016 года в поединке Кубка Германии против «Шпортфройнде» Йоханнес дебютировал за основной состав. 26 августа 2017 года в матче против мюнхенской «Бавария» он дебютировал в Бундеслиге, заменив во втором тайме Фина Бартельса.
8 апреля 2019 года Йоханнес Эггештайн на год продлил контракт с «Вердером».

## Международная карьера
В 2015 году Эггештайн в составе юношеской сборной Германии завоевал серебряные медали юношеского чемпионата Европы в Болгарии. На турнире он сыграл в матчах против команд Бельгии, Словении, Испании и Франции. В поединке против словенцев Йоханнес забил гол.
В том же году Эггештайн принял участие в юношеском чемпионате мира в Чили. На турнире он сыграл в матчах против команд Австралии, Аргентины, Мексики и Хорватии. В поединках против австралийцев, аргентинцев и мексиканцев Йоханнес забил четыре гола.
В 2019 году в составе молодёжной сборной Германии Эггештайн принял участие в молодёжном чемпионате Европы в Италии. На турнире он был запасным и на поле не вышел.

## Достижения
Германия (до 17)
- Серебряный призёр юношеского чемпионата Европы: 2015